# Reihenhaussiedlung (Am Lindgraben 1–20)
Die Reihenhaussiedlung Am Lindgraben 1–20 ist eine denkmalgeschützte Wohnsiedlung aus den späten 1920er-Jahren in Darmstadt-Kranichstein in Hessen.

## Geschichte und Beschreibung
Die Reihenhaussiedlung wurde im Jahre 1928 von dem Architekten und Reichsbahnoberrat Hans Kleinschmidt geplant. Die Eisenbahnersiedlung wurde auf Kreisausschnitten konstruiert. Im Volksmund wird die Siedlung „Rundhausen“ genannt. Von den ursprünglich vier geplanten Häuserzeilen wurden nur drei realisiert. Die dem Kreismittelpunkt nächste Häuserreihe besteht aus drei Reihenhäusern, die mittlere aus sieben und die äußere aus zehn Reihenhäusern.
Durch die gebogene Anlage der Häuserzeilen entstanden interessante Perspektiven.  Die Siedlung erinnert an Gartenstadtanlagen.
Die einzelnen Reihenhäuser sind zweistöckig und unterkellert. Alle Häuser besitzen ein nutzbares Dachgeschoss unter einem steilen Satteldach; das über die gesamte Reihe hinweggeht. Die Fassaden der Gebäude sind glatt verputzt.

## Denkmalschutz
Stilistisch ist die Siedlung eine Mischform aus Expressionismus, Traditionalismus und gemäßigter Sachlichkeit. Zum Expressionismus gehören die über Eck eingebauten Fenster und die horizontale Betonung durch Gesimse.
Zur traditionellen Architektur gehört die Dachform. Zur Sachlichkeit gehört der halbelliptische Vorbau am mittleren Haus der inneren Reihe. Das sozialgeschichtlich interessante Gebäude-Ensemble ist ein gutes Beispiel für die Architektur der späten 1920er-Jahre. Aus architektonischen und stadtgeschichtlichen Gründen ist das Bauwerk ein Kulturdenkmal.